# Gryllacris brahmina
Gryllacris brahmina är en insektsart som beskrevs av Francois Jules Pictet de la Rive och Henri Saussure 1893. Gryllacris brahmina ingår i släktet Gryllacris och familjen Gryllacrididae. Inga underarter finns listade i Catalogue of Life.